# Vila Nova Manchester
Vila Nova Manchester é um bairro no distrito do Carrão, na Zona Leste de São Paulo.

## História

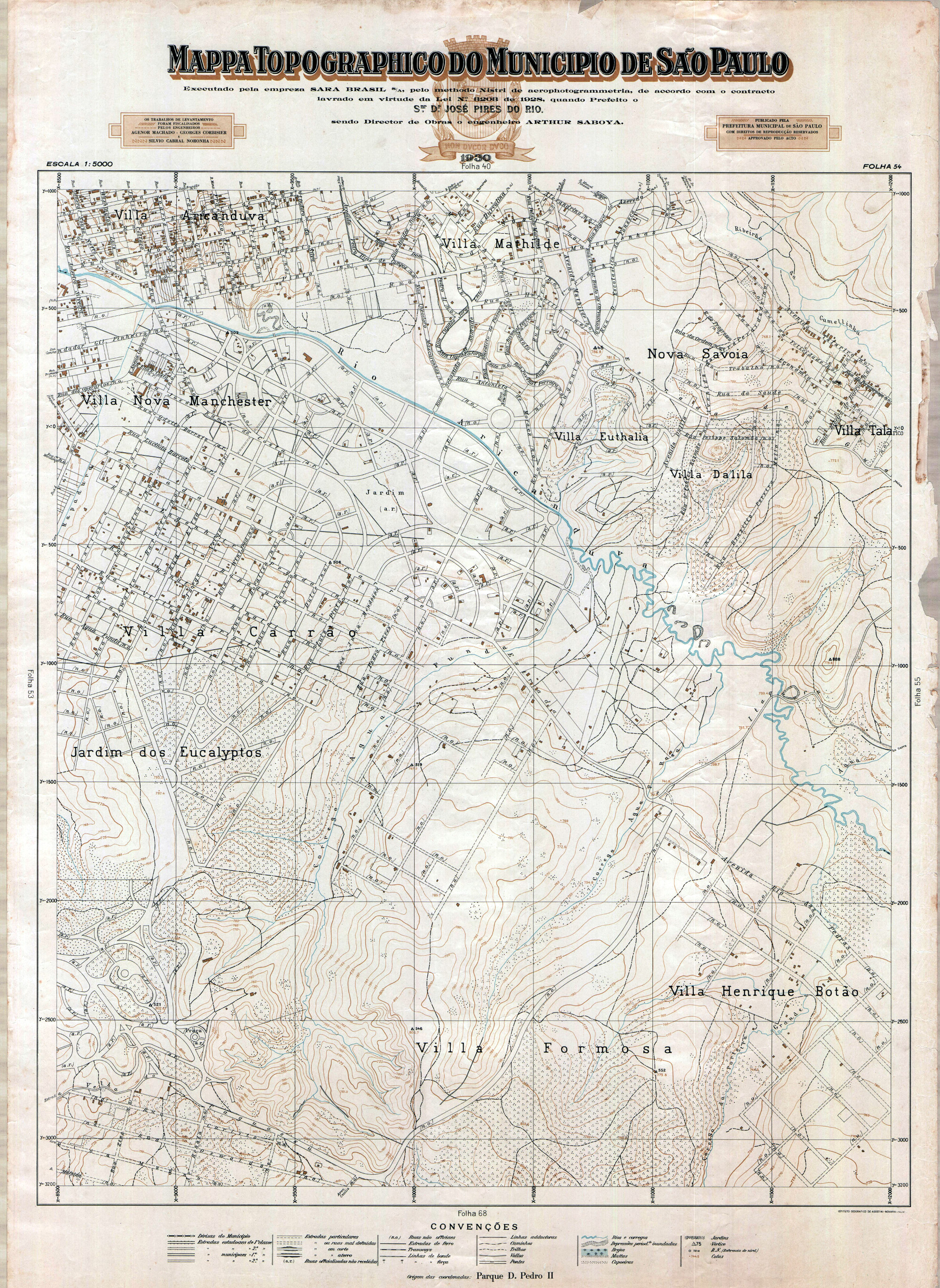
Mapa Topográfico do Setor 54 da cidade de São Paulo (SARA, 1930). O loteamento de Vila Nova Manchester está localizado no canto superior esquerdo do mapa.
Arquivo Histórico de São Paulo

O nome do bairro originou-se a partir da cidade inglesa de Manchester, em evidência na época devido a sua atividade industrial e ocupação operária. Assim, o Sr. Francisco Rolim Gonçalves  em conjunto com o Sr. Claudio Monteiro Soares, empreendedores fundadores do bairro, resolveram denominá-lo como Vila Nova Manchester, sendo fundada em 1922. 
Os empreendedores encarregaram o projeto urbanístico ao Escritório Técnico de Macedo Vieira, tendo a sua frente o engenheiro Jorge de Macedo Vieira (1894-1978), que foi formado pela Escola Politécnica de São Paulo em 1917, além de ter estagiado e  trabalhado na Cia. City no mesmo período em que Barry Parker trabalhava na criação dos bairros jardins paulistanos. Em Vila Nova Manchester, Vieira demonstra a precisão de seu desenho urbano através de uma malha geométrica que combina retas com semicírculos numa clara influência do city beautiful norte-americano e da garden city inglesa.
A área de Vila Nova Manchester, juntamente com a Vila Carrão, a Chácara Califórnia e vários bairros vizinhos compunham no século XIX, uma das maiores fazendas de café do Brasil. Sendo que as terras altas (Vila Carrão) eram utilizadas para plantações de café, enquanto as terras baixas, atual Vila Nova Manchester, mais precisamente entre as ruas Zambeze e Baquiá, era uma das maiores senzalas do Brasil.

## Transporte
O bairro será atendido pela futura Estação Guilherme Giorgi (Antes Denominada de Nova Manchester), Linha 2 do Metrô de São Paulo, em obras desde janeiro de 2020 e com previsão de conclusão estimada para meados de 2026.